# Stepan Degtiarov
Stepan Aníkievitx Degtiarov (Borissovka, Rússia 1766 - 1813) fou un compositor rus.
Des de la infantesa mostrà excel·lents disposicions pel cultiu de la música, pel qual el comte Nikolai Xeremétiev, del qual n'era serf, gràcies a l'excel·lent veu que tenia, als 6 anys el va admetre en la seva música coral. Més tard el mateix comte l'envià a la Universitat de Moscou, en la que estudià, principalment l'idioma italià, al mateix temps que es dedicava a la música amb molta aplicació, sota la direcció del celebre Sarti, mestre de cors del tsar.
Després passà a Itàlia on romangué alguns anys i en retornar fou director d'orquestra del teatre de la seva ciutat nadiua i director dels cors del comte de Cheremetieff, el qual era un dels més cèlebres de Rússia. En aquesta època escrigué gran nombre de peces de música, què es feren populars per tot l'Imperi Rus, i en morir el conte adquirí la llibertat, fet, que no va ser cap benefici per a ell, ja que des de llavors va viure pobrejant, i reduït a donar lliçons als fills d'un ric propietari.
La seva obra mestra, és el gran oratori, titulat L'Alliberament de Rússia el 1612, amb lletra del príncep Dimitri Gortxakov, que, traduït a l'italià, fou popular molt aviat a tot Europa i molt elogiat per la premsa musical del seu temps i pel Mercure de França, que li dedicà un article encomiàstic.